# Chaerophyllum pauciradiatum
Chaerophyllum pauciradiatum är en flockblommig växtart som beskrevs av Karl Heinz Rechinger. Chaerophyllum pauciradiatum ingår i släktet rotkörvlar, och familjen flockblommiga växter. Inga underarter finns listade i Catalogue of Life.